# アッシリアの君主一覧
この項目は、アッシリアの歴代君主を時代順に並べたものである。アッシリア王の在位年は、特に中アッシリア時代以前の時代については問題が多い。新アッシリア時代については、アッシュル・ダン3世の代に起きた日食（en:Assyrian eclipse）を基点として、比較的正確な年代決定が可能であるが、中アッシリア時代以前については年代決定が困難である。さらに、この一覧および歴代君主の項目に記録されている在位年は、おそらく記年法が一定していない。

## 歴代君主

### 初期アッシリア時代
- トゥディヤ
- アダム (アッシリア王)
- ヤンキ
- サフラム
- ハルハル
- マンダル
- イムツ
- ハルツ (アッシリア王)
- ティダヌ
- ハナ (アッシリア王)
- ズアブ
- ヌアブ
- アバズ
- ベル (アッシリア王)
- アザラハ
- ウシュピア（前2020年頃）
- アピアシャル
- ハレ (アッシリア王)
- サマニ
- ハヤニ
- イル・メル
- ヤクメシ
- ヤクメニ
- ヤズクル・エル
- イラ・カブカブ
- アミヌ
- スリリ
- キキア
- アキア (アッシリア王)

考古学的に存在が確認されているが王名表に記載されていないアッシリア王（順不同）
- イティティ
- アズズ
- ザリクム
- ダキキ（役職は「アッシュル市の伝令」とあり、それが王といえる地位だったのかは不明）

### 古アッシリア時代
- プズル・アッシュル1世
- シャリム・アフム
- イルシュマ
- エリシュム1世（前1939年頃 - 前1900年頃）
- イクヌム
- サルゴン1世（アッカド王のサルゴンとは同名だが、時代の異なる別人）
- プズル・アッシュル2世
- ナラム・シン（アッカド王のナラム・シンとは同名だが、時代の異なる別人）
- エリシュム2世
- シャムシ・アダド1世（前1813年 - 前1781年）
- イシュメ・ダガン1世（前1780年 - 前1741年）
  - ムト・アシュクル（イシュメ・ダガン1世の子。王名表には記載がない）
  - アシヌム（イシュメ・ダガン1世の子。一時アッシュル市を支配（？）。王名表には記載がない）
- アッシュル・ドゥグル　「無名の人の子」の一人。
- アッシュル・アプラ・イディ　「無名の人の子」の一人。
- ナツィル・シン　「無名の人の子」の一人。
- シン・ナミル　「無名の人の子」の一人。
- イプキ・イシュタル　「無名の人の子」の一人。
- アダド・サルル　「無名の人の子」の一人。
- アダシ（前1700年頃）　「無名の人の子」の一人。
- ベル・バニ（前1700年 - 前1691年）
- リバヤ（前1690年 - 前1674年）
- シャルマ・アダド1世（前1673年 - 前1662年）
- イプタル・シン（前1661年 - 前1650年）
- バザヤ（前1649年 - 前1622年）
- ルルラヤ（前1621年 - 前1618年）
- シュ・ニヌア（前1615年 - 前1602年）
- シャルマ・アダド2世（前1601年）
- エリシュム3世（前1598年 - 前1586年）
- シャムシ・アダド2世（前1585年 - 前1580年）
- イシュメ・ダガン2世
- シャムシ・アダド3世
- アッシュル・ニラリ1世（前1547年 - 前1522年）
- プズル・アッシュル3世
- エンリル・ナツィル1世
- ヌル・イリ
- アッシュル・シャドゥニ
- アッシュル・ラビ1世
- アッシュル・ナディン・アヘ1世
- エンリル・ナツィル2世
- アッシュル・ニラリ2世
- アッシュル・ベル・ニシェシュ
- アッシュル・リム・ニシェシュ
- アッシュル・ナディン・アヘ2世（? - 前1393年頃）

### 中アッシリア時代
- エリバ・アダド1世（前1392年 - 前1366年）
- アッシュル・ウバリト1世（前1365年 - 前1330年）
- エンリル・ニラリ（前1330年 - 前1319年）
- アリク・デン・イリ（前1319年 - 前1308年）
- アダド・ニラリ1世（前1307年 - 前1275年）
- シャルマネセル1世（前1274年 - 前1245年）
- トゥクルティ・ニヌルタ1世（前1244年 - 前1208年）
- アッシュル・ナディン・アプリ
- アッシュル・ニラリ3世
- エンリル・クドゥリ・ウツル
- ニヌルタ・アピル・エクル（前1192年 - 前1180年）
- アッシュル・ダン1世（前1179年 - 前1134年）
- ニヌルタ・トゥクルティ・アッシュル（前1133年）
- ムタッキル・ヌスク（前1133年）
- アッシュル・レシュ・イシ1世（前1133年 - 前1116年）
- ティグラト・ピレセル1世（前1115年 - 前1076年）
- アシャレド・アピル・エクル（前1076年 - 前1074年）
- アッシュル・ベル・カラ（前1074年 - 前1056年）
- エリバ・アダド2世（前1056年 - 前1054年）
- シャムシ・アダド4世（前1054年 - 前1050年）
- アッシュル・ナツィルパル1世（前1050年 - 前1031年）
- シャルマネセル2世（前1031年 - 前1019年）
- アッシュル・ニラリ4世（前1019年 - 前1013年）
- アッシュル・ラビ2世（前1013年 - 前972年）
- アッシュル・レシュ・イシ2世（前972年 - 前967年）
- ティグラト・ピレセル2世（前967年 - 前935年）
- アッシュル・ダン2世（前934年 - 前912年）

### 新アッシリア時代
- アダド・ニラリ2世（前911年 - 前891年）
- トゥクルティ・ニヌルタ2世（前891年 - 前883年）
- アッシュル・ナツィルパル2世（前883年 - 前859年）
- シャルマネセル3世（前858年 - 前824年）
- シャムシ・アダド5世（前823年 - 前811年）
- アダド・ニラリ3世（前810年 - 前783年）
- サンムラマート（セミラミスのモデル）（摂政、前810年 - 前805年）
- シャルマネセル4世（前783年 - 前772年）
- アッシュル・ダン3世（前772年 - 前755年）
- アッシュル・ニラリ5世（前754年 - 前745年）
- ティグラト・ピレセル3世（前744年 - 前727年）
- シャルマネセル5世（前727年 - 前722年）
- サルゴン2世（前722年 - 前705年）
- センナケリブ（前705年 - 前681年）
  - ナキア
- エサルハドン（前681年 - 前669年）
- アッシュルバニパル（前669年 - 前627年頃）
- アッシュル・エティル・イラニ（前627年頃 - 前623年頃）
- シン・シュム・リシル
- シン・シャル・イシュクン（前623年頃 - 前612年頃）
- アッシュル・ウバリト2世（前612年頃 - 前609年頃）